# Ilex tadiandamolensis
Ilex tadiandamolensis är en järneksväxtart som beskrevs av K.R. Keshava Murthy, S.N. Yoganarasimhan och K. Vasudevan Nair. Ilex tadiandamolensis ingår i släktet järnekar, och familjen järneksväxter. Inga underarter finns listade i Catalogue of Life.